# Marthe Beráud

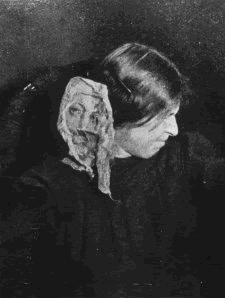
Materialização de um rosto, pela médium Eva Carriére (1912).

Marthe Beráud, também conhecida como Eva C. (Eva Carrière) (1886 - 1943), foi uma médium francesa de efeitos físicos.
O seu trabalho mediúnico iniciou-se com o ciclo de sessões espíritas, promovidas pelo General Noël e sua esposa, Carmencita, uma inglesa do País de Gales, escritora romântica, residentes em Tarbes, na França. Nessas sessões familiares, predominavam as materializações. A entidade mais destacada denominava-se como Bien-Boa, afirmando ser um antigo sacerdote que vivera, três séculos antes, na cidade de Golgonda, no Industão. Uma entidade, que se identificava como sua irmã, de nome Bergólia, informou que Bien-Boa convivera com a Sra. Noël em uma encarnação passada..

## Biografia
Mlle. Béraud era filha de um official e fora noiva de Maurice Noël, um dos filhos do casal Noël, que falecera no Congo em consequência de uma febre, antes que o casamento se realizasse, passando a viver com o casal. Chegou a ser professora de reencarnação, ensinando a arte psíquica para diversos membros do círculo.
O seu trabalho mediúnico iniciou em 1903, aos 17 anos de idade, na Vila Carmen. Nesse círculo, além de Mille. Beráud, havia o concurso de um grande número de médiuns, dentre eles, a Sra. Vicentia Garcia, Ninon, uma cartomante e Aischa, uma empregada do casal Noel e as duas irmãs da médium.
Foi na Vila Carmen que os cientistas Charles Richet e Gabriel Delanne, convidados pelo General Noel em 1903 para assistirem as experiências protagonizadas pela médium M. Beráud, deram início às pesquisas e estudos sobre a mediunidade da jovem francesa. As primeiras experiências impressionaram vivamente Richet que não estabeleceu, porém, conclusões firmes.
No ano seguinte, Richet e Delanne voltaram a Argel, dando prosseguimento às observações e estudos em relação aos fenômenos de M. Beráud. Vale lembrar que em 1912, Richet voltou a fazer experiências com M. Beráud, relatando uma sessão ocorrida em 15 de abril de 1912, na presença do Conde de Vesme e de Juliette Bisson.
Nas sessões de Vila Carmen, supostamente houve a materialização do Espírito Bien-Boa, que teria afirmado haver sido um sacerdote que vivera três séculos antes (século XVII), na cidade de Golgonda, no Industão. Outro suposto Espírito – Bergólia -, que teria se identificado como irmã de Bien-Boa, informou que seu irmão convivera com a Sra. Carmencita Noel em uma existência passada. 
A Sra. Noel publicou diversas notas sobre os fenômenos de Vila Carmen na “Revue scientifique et morale du spiritisme”, editada por Gabriel Delanne.
As sessões de Vila Carmen tiveram início provavelmente a partir de Abril de 1902, mas foi com a chegada de Charles Richet e Gabriel Delanne em Agosto de 1903, que ditas sessões ganharam projeção. Foram essas sessões que levaram Richet a cunhar o vocábulo "ectoplasma", um material que segundo ele era esbranquiçado e saía em abundância de M. Beráud e outros médiuns. A partir dessas e de outras observações, pôde alegar Richet que essa substância esbranquiçada e gelatinosa que sai do corpo de alguns médium, pelos orifícios naturais ou pelos poros, e que tem irresistível tendência a formar membros ou corpos humanos, é o elemento orgânico do fenômeno de materialização, que se exterioriza também na forma de um fluido visível ou invisível, às vezes, sensível ao tacto.
A segunda fase da Mediunidade de Mille. Beráud ocorreu em Munique, Alemanha, no período de 1908-1913. A médium passou a ser conhecida pelo pseudónimo de "Eva C.".
As sessões de Munique foram caracterizadas pelos experimentos dos pesquisadores Juliette Bisson (uma viúva rica, patrocinadora da pesquisa) (1861-1956) e o médico psiquiatra alemão, barão Albert von Schrenck-Notzing. Eva C., passou a ser para Mme. Bisson, uma espécie de filha adotiva, passando a residir na residência daquela senhora. O método do médico alemão consistia em fazer Eva C. mudar toda a roupa, sob controle e vestir uma espécie de camisola sem botões, fechado pelas costas. Apenas as mãos e os pés ficavam livres. Assim era levada para a sala de experiências, onde não entrava senão nessa ocasião.
Numa das extremidades da sala havia um recanto fechado por cortinas, por detrás, pelos lados e por cima, mas aberto pela frente. Isto era chamado a Cabine e a sua finalidade era concentrar os vapores de ectoplasma. Vale ressaltar que nessas sessões sob a direção de Notzing, Eva C. sofreu muito durante os transes, se contorcia como uma mulher em trabalho de parto e seu pulso aumentaram de 90 para 120. As supostas materializações teriam ocorrido de maneira difícil, lenta e por pouco tempo. Nandor Fodor, em sua “Enciclopédia de Ciência Psíquica”, publicada em 1934, é de opinião que “(...) talvez o rigor do controle tenha afetado o médium”.
Essas experiências em Munique encontram-se descritas com algum detalhe em Natural and Supernatural, de Brian Inglis e em sua sequência, Science and Parascience.
As experiências realizadas em Munique também foram relatadas por Madame Bisson em sua obra “Fenômenos de Materialização” à página XVI: “Em Munique, um professor imprudente teve a ideia, inesperadamente, de precipitar-se sobre a médium Eva Carriére, a fim de segurar o fenômeno que via, e teve a surpresa de ver a matéria reabsorver-se diante de si, antes que lhe fosse possível apanhá-la”. Em consequência disso a médium esteve muitos dias doente, e as sessões ficaram paralisadas.
A terceira fase rendeu muitos resultados considerados positivos, ocorreu a partir de 1916, quando se iniciaram as experiências de Mme. Bisson e do médico Gustave Geley, no Instituto de Metapsíquica Internacional, que se estenderam até 1918.
Eva colocava um vestido especial e, frequentemente, ficava despida. Era sujeita, antes e depois das sessões, a um meticuloso exame médico. Após hipnotizada por Mme. Bisson, durante os seus transes, o seu pulso oscilava entre 90 a 120 bpm. A materialização, sob o controle de uma entidade espiritual intitulada "Berthe", mostrava-se sempre lentamente e com bastante dificuldade. Algumas formas foram consideradas bem desenvolvidas. Uma bateria de 8 máquinas fotográficas, 2 delas estereoscópicas, tiraram 225 fotografias avaliáveis, quando se descobriu que as sessões poderiam ser em boa luz.
O Dr. Gustave Geley se convenceu totalmente da autenticidade dos fenômenos realizados por Eva C., que ele testemunhou. Urge ademais destacar que na série de experimentos tomados em 1917-18, no laboratório de Gustav Geley, com Eva C., estavam presentes 150 homens representativos, muitos deles cientistas, que testemunharam os fenômenos. Os resultados foram publicados na Conferência realizada na Universidade da França, publicada sob o título "La Physiologie dite Supranormale" (Bulletin de I'Institut Physiologique, Jan-Jun, 1918). Geley também demonstrou essas experiências em seu livro "Clairvoyance and Materialisation".
Os eventos produzidos por Carrière também foram investigados pelo médico e escritor Arthur Conan Doyle, autor da série de mistério Sherlock Holmes. Em suas investigações, Doyle ficou convencido de que as performances de Carrière eram verdadeiras e de que ela não estava envolvida em nenhuma fraude. No entanto, o mágico Harry Houdini, observou um dos séances da paranormal e supôs que eram resultados de fraudes. Houdini nunca foi convencido por Carrière e comparava as performances paranormais dela a truques de mágica, como o truque da agulha Hindu. Por  conta dessas e outras discordâncias, Connan Doyle e Houdini acabaram rompendo a amizade que havia entre eles. Connan Doyle, em seu livro "O Limite do Desconhecido", demonstra seu ponto de vista de que o próprio Houdini era um médium.
Em 1920 Mme. Bisson e Eva Carrière passaram dois meses em Londres, onde fizeram 40 sessões diante da Society for Psychical Research, metade das quais sem resultados e as demais pouco frutíferas. Uma delas foi presenciada por Harry Houdini, conforme descrito em carta de 19 de Junho a Arthur Conan Doyle:
"My Dear Sir Arthur,
Well, we had success at the séance last night, as far as productions were concerned, but I am not prepared to say that they were supernormal.
I assure you I did not control the medium, so the suggestions were not mine. They made Mlle. Eva drink a cup of coffee and eat some cake (I presume to fill her up with some food stuff), and after she had been sewn into the tights, and a net over her face, she "manifested,"
1st. Some froth-like substance, inside of net. It was about 5 inches long; she said it was "elevating," but none of us four watchers saw it "elevate." Committee, Messrs. Feilding, Baggally, Dingwall and myself.
2nd. A white plaster-looking affair over her right eye.
3rd. Something that looked like a small face, say 4 inches in circumference. Was terra-cotta colored, and Dingwall, who held her hands, had the best look at the "object."
4th. Some substance, froth-like, "exuding from her nose." Baggally and Feilding say it protruded from her nose, but Dingwall and I are positive that it was inside of net and was not extending from her nose; I had the best view from two different places. I deliberately took advantage to see just what it was. It was a surprise effect indeed!
5th. Medium asked permission to remove something in her mouth; showed her hands empty, and took out what appeared to be a rubberish substance, which she disengaged and showed us plainly; we held the electric torch; all saw it plainly, when presto! it vanished.
The séance started at 7.30 and lasted till past midnight.
We went over the notes, Mr. Feilding did, and no doubt you will get a full report. I found it highly interesting.
Em 1922, 15 sessões tiveram lugar na Sorbonne, em Paris.
Como uma exceção em seus dons, a médium produzia ainda um fenômeno de ordem intelectual: lia automaticamente os dizeres em uma tela imaginária, páginas de filosofia que excediam o seu normal conhecimento.